# Topics in Current Chemistry
Topics in Current Chemistry (скорочено Top. Curr. Chem.) — рецензований науковий журнал і серія спеціальних книг, опублікованих видавництвом Springer і в яких опубліковані «критичні огляди поточних і майбутніх тенденцій у сучасних хімічних дослідженнях».
Від першого видання в 1949 році і до 16-го тому включно публікації виходили німецькою мовою під назвою «Fortschritte der Chemischen Forschung» (скорочено Fortschr. Chem. Forsch.).
Імпакт-фактор журналу за 2020 рік склав 9,060. 

## Книжкова серія Topics in Current Chemistry
Крім журналу видавництво випускає серію книг Topics in Current Chemistry Collections, яка  представляє собою критичні огляди журналу Topics in Current Chemistry, організовані в тематичні томи. Книги охоплюють всі галузі хімії, включаючи перетинання з суміжними дисциплінами, такими як біологія, медицина та матеріалознавство. 
Кожен том присвяченій певній темі хімічної науки. Оглядові статті до окремих томів написані запрошеними редакторами. Мета кожного тематичного тому — дати читачеві-нефахівцю, незалежно від того, чи він працює в академічному середовищі чи промисловості, вичерпне уявлення про сферу, де з’являються нові дослідження, які цікавлять широку наукову аудиторію.
Головні редактори серій книг — Ч.-Х. Вонг, К. Н. Хоук, К. А. Хантер, М. Дж. Кріше, Ж.-М. Лен, С. В. Лей, M. Вентурі, П. Фогель, Х. Ямамото, Хаган Бейлі, Грег Х'юз, Казуакі Ісіхара, Рафаель Луке, Массімо Олівуччі, Чі-Х'юей Вонг, Чуньхуа Янь